# Argyrophylax gowdeyi
Argyrophylax gowdeyi är en tvåvingeart som beskrevs av Charles Howard Curran 1928. Argyrophylax gowdeyi ingår i släktet Argyrophylax och familjen parasitflugor.
Artens utbredningsområde är Jamaica. Inga underarter finns listade i Catalogue of Life.